# Бостонский храм
Бостонский храм Церкви Иисуса Христа Святых последних дней является сотым действующим храмом данного вероисповедания. Храм расположен в Белмонте, пригороде Бостона, штат Массачусетс, США. Освящён 1 октября 2000 года. Когда Президент Церкви Гордон Хинкли объявил в апреле 1998 года о строительстве небольших храмов, он также упомянул о цели иметь к концу 2000 года 100 храмов. Освящение Бостонского храма ознаменовало выполнение этой задачи.

## История
Храм был заложен 30 сентября 1995 года. Строительство началось 13 июня 1997 года под контролем члена кворума двенадцати апостолов Ричарда Скотта и было завершено к середине 2000 года. С 29 августа по 23 сентября 2000 года в здание разрешался свободный доступ, во время которого его посетило около 82600 человек.
Из-за судебного иска, поданного соседями, здание было освящено без имевшегося в проекте шпиля, однако Президент Гордон Хинкли заметил по этому поводу, что храм может функционировать как со шпилем, так и без него. В конце концов Верховный суд штата Массачусетс отменил решение суда низшей инстанции, которое гласило, что шпиль не является обязательным элементом храма мормонов, поэтому здание должно быть возведено с учётом существующих законов о предельной высоте строений. Однако Верховный суд штата в мае 2001 года постановил, что в компетенцию судей не входит решать какие элементы религиозных строений являются необходимыми, а какие — нет. На основании этого решения 21 сентября 2001 года шпиль с венчающим его ангелом Моронием (традиционный элемент мормонских храмов) был установлен на запланированном месте.
Бостонский храм является достаточно большим относительно других храмов данной религии — его площадь составляет 6 470 квадратных метров. Снаружи храм облицован олимпийским белым гранитом.